# 邱建富
邱建富（1960年11月29日—），臺灣政治人物，彰化縣彰化市人。曾任民主進步黨彰化縣黨部主任委員及彰化縣議會第十五、十六屆議員與彰化市第十六、十七屆市長。
2009年12月5日彰化市市長選舉中，邱建富擊敗前市長溫國銘之妻溫吳麗卿 ，當選為彰化市市長，並在2010年3月1日就職。成為首位民主進步黨籍的市長。
2013年7月3日宣佈投入2014年彰化縣長選舉，但在同年11月28日的初選民調中敗給立法委員魏明谷。2014年11月29日，高票當選連任彰化市市長。
2022年2月24日舉辦「願景發表會」宣布投入2022彰化縣長選舉，與前彰化縣長魏明谷、前台北畜產公司總經理姚量議等人爭取民主進步黨提名參選2022年彰化縣長寶座，但其後由黃秀芳獲得民進黨徵召。
2023年2月，表態將爭取參選彰化縣第二選區立法委員，後協調退選。

## 選舉紀錄
| 年度 | 選舉屆數             | 選舉區          | 所屬政黨   | 得票數 | 得票率 | 當選標記 | 備註 |
| ---- | -------------------- | --------------- | ---------- | ------ | ------ | -------- | ---- |
| 2002 | 第15屆彰化縣議員選舉 | 彰化縣第1選舉區 | 民主進步黨 | 4,960  | 3.97%  |          |      |
| 2005 | 第16屆彰化縣議員選舉 | 彰化縣第1選舉區 | 民主進步黨 | 9,471  | 6.26%  |          |      |
| 2009 | 第16屆彰化市市長選舉 | 彰化縣彰化市    | 民主進步黨 | 49,969 | 45.4%  |          |      |
| 2014 | 第17屆彰化市市長選舉 | 彰化縣彰化市    | 民主進步黨 | 70,703 | 56.86% |          |      |

## 外部連結
- 市長專區
- 邱建富的Facebook專頁

| 政府职务         | 政府职务                                               | 政府职务      |
| ---------------- | ------------------------------------------------------ | ------------- |
| 彰化縣彰化市公所 |                                                        |               |
| 前任： 溫國銘    | 彰化市市長 第十六、十七屆 2010年3月1日－2018年12月25日 | 繼任： 林世賢 |

1. ↑  劉曉欣. . 自由時報. 2023-02-28  [2023-03-01]. （原始内容存档于2023-07-19）.